# カザマンス民主勢力運動

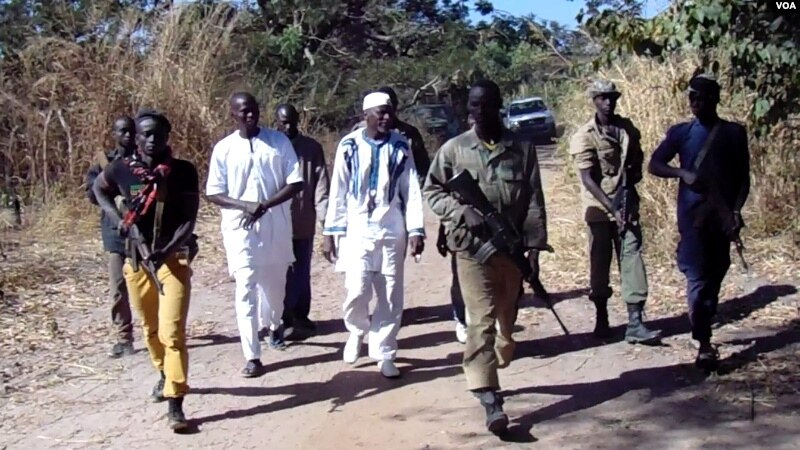
MFDC兵士の写真

カザマンス民主勢力運動（カザマンスみんしゅせいりょくうんどう、フランス語: Mouvement des forces démocratiques de Casamance、MFDC）は、セネガルのカザマンス地域における主要な分離独立運動で、1982年に結成された。ギニアビサウのジョアン・ヴィエイラ大統領の支援を、大統領失脚の1999年まで受けていた。MDFCは主にジョラ族を基盤とし、1985年に武装組織「アティカ」（ジョラ語で「戦士」）を結成した。
MDFCの指導者はオーギュスタン・ジャマクン・サンゴール司祭であり、2007年1月13日に死去した。サンゴールは2004年にセネガルのアブドゥライ・ワッド大統領政権と和平協定を締結したが、MDFCのいくつかの派閥はこの和平協定に参加せず、戦闘を継続した。この内部対立はカザマンス独立運動を深刻に分裂させる結果となった。

## ガンビアの政治危機への関与
MDFCは2016年から2017年におけるガンビアの政治危機およびその後の西アフリカ諸国経済共同体のガンビアへの軍事介入において、ヤヒヤ・ジャメ側で軍事的に関与したとの噂があった。

## 旗

写真によると、2013年以降MDFC（または派生した武装集団の一つ）は新しい旗を使用している。新しい旗は、1983年に採用された旧旗の要素を、異なる幾何学的配置でデザインしたものである。旗は緑と黄の水平に二分割され、旗竿側には赤い三角形が配置され、その中央に白い星が描かれている。